# Oleg Taktárov
Oleg Nikoláievich Taktárov (en ruso: Олег Николаевич Тактаров; 26 de agosto de 1967) es un artista marcial mixto y actor ruso. Es un experto profesional en las artes marciales como el sambo y judo, y ha competido en Ultimate Fighting Championship y PRIDE Fighting Championships. Taktarov fue campeón del torneo UFC 6 y tiene victorias notables sobre David "Tank" Abbott y Marco Ruas. Taktarov nunca ha perdido por rendición en un combate de AMM.

## Carrera en artes marciales mixtas

### Ultimate Fighting Championship
Taktarov debutó en UFC el 7 de abril de 1995 con un perfecto récord de 3-0. En su combate en UFC 5, Taktarov se enfrentó a Ernie Verdicia al cual ganó por estrangulación. En la misma noche, Taktarov se enfrentó a Dan Severn en el mismo evento, esta vez fue derrotado por nocaut técnico debido a un corte.
Su siguiente pelea fue contra Dave Beneteau en UFC 6 el 14 de julio de 1995. Taktarov derrotó a Beneteau por estrangulación frontal. En la misma noche, Taktarov derrotó a Anthony Macias por guillotina a los 9 segundos de comenzar el combate, pasando así a la gran final. Ya en la final, Taktarov derrotó a Tank Abbott por estrangulación trasera, ganando así el torneo.
En UFC 7, Taktarov empató con Ken Shamrock por el Campeonato Superfight.
Taktarov se enfrentó a Dave Beneteau el 16 de diciembre de 1995 en Ultimate Ultimate 1995, derrotándolo de nuevo, esta vez por una sumisión en el talón de Aquiles. Seguido de su combate con Beneteau, Taktarov se enfrentó a Marco Ruas al que derrotó por decisión unánime. Ya en la final, Dan Severn lo derrotaría por decisión unánime.

## Campeonatos y logros
- Ultimate Fighting Championship
  - Ganador del Torneo UFC 6
  - Subcampeón del Torneo Ultimate Ultimate 1995
  - Semifinalista del Torneo UFC 5

## Registro en artes marciales mixtas
| Resultado | Récord | Oponente          | Método                            | Evento                             | Fecha                    | Ronda | Tiempo | Localización                  | Notas                                       |
| --------- | ------ | ----------------- | --------------------------------- | ---------------------------------- | ------------------------ | ----- | ------ | ----------------------------- | ------------------------------------------- |
| Victoria  | 17–5–2 | Mark Kerr         | Sumisión (llave de rodilla)       | YAMMA Pit Fighting                 | 11 de abril de 2008      | 1     | 1:55   | Atlantic City, Nueva Jersey   |                                             |
| Victoria  | 16–5–2 | John Marsh        | Sumisión (llave de rodilla)       | BodogFIGHT: USA vs. Rusia          | 30 de noviembre de 2007  | 2     | 0:33   | Moscú                         |                                             |
| Victoria  | 15–5–2 | Aaron Salinas     | Sumisión (llave de brazo)         | Total Kombat                       | 13 de mayo de 2001       | 1     | 1:24   | McAllen, Texas                |                                             |
| Victoria  | 14–5–2 | Moti Horenstein   | Sumisión (llave de rodilla)       | National Freesparring              | 21 de febrero de 1998    | 1     | 3:24   | Almaty                        |                                             |
| Victoria  | 13–5–2 | Mick Tierney      | Sumisión (llave de rodilla)       | National Freesparring              | 21 de febrero de 1998    | 1     | 3:58   | Almaty                        |                                             |
| Derrota   | 12–5–2 | Gary Goodridge    | KO (golpe)                        | PRIDE 1                            | 11 de octubre de 1997    | 1     | 4:57   | Tokio                         |                                             |
| Victoria  | 12–4–2 | Sean Alvarez      | KO (golpes)                       | Pentagon Combat                    | 27 de septiembre de 1997 | 1     | 0:52   | Brasil                        |                                             |
| Victoria  | 11–4–2 | Chuck Kim         | Sumisión (guillotina)             | World Fighting Federation          | 24 de febrero de 1997    | 1     | 0:22   | Birmingham, Alabama           |                                             |
| Derrota   | 10–4–2 | Renzo Gracie      | KO (patada alta y golpe)          | Martial Arts Reality Superfighting | 22 de noviembre de 1996  | 1     | 1:02   | Birmingham, Alabama           |                                             |
| Empate    | 10–3–2 | Marco Ruas        | Empate                            | World Vale Tudo Championship 2     | 10 de noviembre de 1996  | 1     | 31:12  | Brasil                        |                                             |
| Victoria  | 10–3–1 | Joe Charles       | Sumisión (llave de rodilla)       | World Vale Tudo Championship 1     | 14 de agosto de 1996     | 1     | 4:42   | Tokio                         |                                             |
| Derrota   | 9–3–1  | Ryushi Yanagisawa | Decisión (perdida de puntos)      | Pancrase: Truth 5                  | 16 de mayo de 1996       | 1     | 15:00  | Tokio                         |                                             |
| Derrota   | 9–2–1  | Dan Severn        | Decisión (unánime)                | Ultimate Ultimate 1995             | 16 de diciembre de 1995  | 1     | 30:00  | Denver, Colorado              |                                             |
| Victoria  | 9–1–1  | Marco Ruas        | Decisión (unánime)                | Ultimate Ultimate 1995             | 16 de diciembre de 1995  | 1     | 18:00  | Denver, Colorado              |                                             |
| Victoria  | 8–1–1  | Dave Beneteau     | Sumisión (aquiles)                | Ultimate Ultimate 1995             | 16 de diciembre de 1995  | 1     | 1:15   | Denver, Colorado              |                                             |
| Empate    | 7–1–1  | Ken Shamrock      | Empate                            | UFC 7                              | 8 de septiembre de 1995  | 1     | 33:00  | Buffalo, Nueva York           | Por el Campeonato Superfight.               |
| Victoria  | 7–1    | Tank Abbott       | Sumisión (estrangulación trasera) | UFC 6                              | 14 de julio de 1995      | 1     | 17:47  | Casper, Wyoming               | Ganó el Torneo de UFC 6.                    |
| Victoria  | 6–1    | Anthony Macias    | Sumisión (guillotina)             | UFC 6                              | 14 de julio de 1995      | 1     | 0:09   | Casper, Wyoming               | Sumision más rápida de la historia de UFC . |
| Victoria  | 5–1    | Dave Beneteau     | Sumisión (estrangulación frontal) | UFC 6                              | 14 de julio de 1995      | 1     | 0:57   | Casper, Wyoming               |                                             |
| Derrota   | 4–1    | Dan Severn        | TKO (corte)                       | UFC 5                              | 7 de abril de 1995       | 1     | 4:21   | Charlotte, Carolina del Norte |                                             |
| Victoria  | 4–0    | Ernie Verdicia    | Sumisión (estrangulación)         | UFC 5                              | 7 de abril de 1995       | 1     | 2:23   | Charlotte, Carolina del Norte |                                             |
| Victoria  | 3–0    | Maxim Kuzin       | Sumisión (estrangulación)         | White Dragon: Day Three            | 23 de octubre de 1993    | 1     | 1:11   | Riga                          |                                             |
| Victoria  | 2–0    | Artur Almaev      | TKO (parada del equipo)           | White Dragon: Day Two              | 22 de octubre de 1993    | 1     | 4:25   | Riga                          |                                             |
| Victoria  | 1–0    | Vaskas Hilma      | Sumisión (estrangulación)         | White Dragon: Day Two              | 22 de octubre de 1993    | 1     | 0:24   | Riga                          |                                             |

## Carrera como actor
Después de retirarse temporalmente de las artes marciales mixtas, Taktarov centró su carrera como actor, y protagonizó las películas de 15 minutos, Bad Boys II, 44 Minutos: The North Hollywood Shoot-Out, Air Force One, y la versión de 2002 Rollerball. También apareció en el primer episodio de la temporada 3 de Alias titulado The Two y en la temporada 5 final de NCIS en el capítulo Judgement Day. Taktarov protagonizó recientemente, el reinicio de la franquicia de Robert Rodriguez, Predators, dirigida por Nimród Antal.

### Filmografía
| Año  | Películas                                                   | Personaje                |
| ---- | ----------------------------------------------------------- | ------------------------ |
| 1997 | Total Force                                                 | Boris                    |
| 1997 | Absolute Force                                              | Agent Borris Checkniov   |
| 1997 | JAG                                                         | Russian Officer          |
| 1997 | Air Force One                                               | Guardia de la prisión #2 |
| 1999 | Counter Measures                                            | Dmitry                   |
| 2001 | 15 minutos                                                  | Oleg Razgul              |
| 2001 | My Friend's Love Affair                                     | Boris                    |
| 2001 | The Quickie                                                 | Boris                    |
| 2002 | Red Serpent                                                 | Sergei                   |
| 2002 | Rollerball                                                  | Denekin                  |
| 2003 | Bad Boys II                                                 | Josef Kuninskavich       |
| 2003 | 44 Minutes: The North Hollywood Shoot-Out                   | Emil Matasareanu         |
| 2003 | Alias                                                       | Gordei Volkov            |
| 2004 | Sins of the Fathers (rus. Грехи отцов)                      | Jerome Thompson          |
| 2004 | National Treasure                                           | Shippen                  |
| 2005 | Call me Genee (rus. Зови меня Джинн)                        | Ufa                      |
| 2005 | Law of Corruption (rus. Мужской сезон. Бархатная революция) | Skala                    |
| 2005 | To Hunt an Elk (rus. Охота на изюбря)                       | Kamaz                    |
| 2006 | Shift (rus. Сдвиг)                                          | Fetisov                  |
| 2006 | Miami Vice                                                  | Russian Security         |
| 2007 | We Own the Night                                            | Pavel Lubyarsky          |
| 2007 | The Death and Life of Bobby Z                               | Oleg                     |
| 2007 | Rockaway                                                    | Ivan                     |
| 2008 | Montana                                                     | Nikolai                  |
| 2008 | NCIS                                                        | Viggo Dratnyev           |
| 2008 | Righteous Kill                                              | Yevgeny Mugalat          |
| 2010 | Predators                                                   | Nikolai                  |
| 2011 | Generation P                                                | Vovchik                  |
| 2011 | Battlefield 3                                               | Dmitri "Dima" Mayakovsky |
| 2013 | Officer Down                                                | Oleg Emelyanenko         |
| 2023 | The Machine                                                 | Train Igor               |